# Neustädter See
Neustädter See är en insjö i det tyska förbundslandet Mecklenburg-Vorpommern. Sjön ligger väster om stadsområdet av Neustadt-Glewe i distriktet Ludwigslust-Parchim. Staden har givits namn åt sjön. 

## Vattenstånd
Sjön har ett relativ små tillflödesområde (5,2 km²) och ingen betydande avlopp. Därmed regleras sjöns vattenstånd huvudsakligen genom nederbörd och avdunstning.